# ゲシュティンアンナ

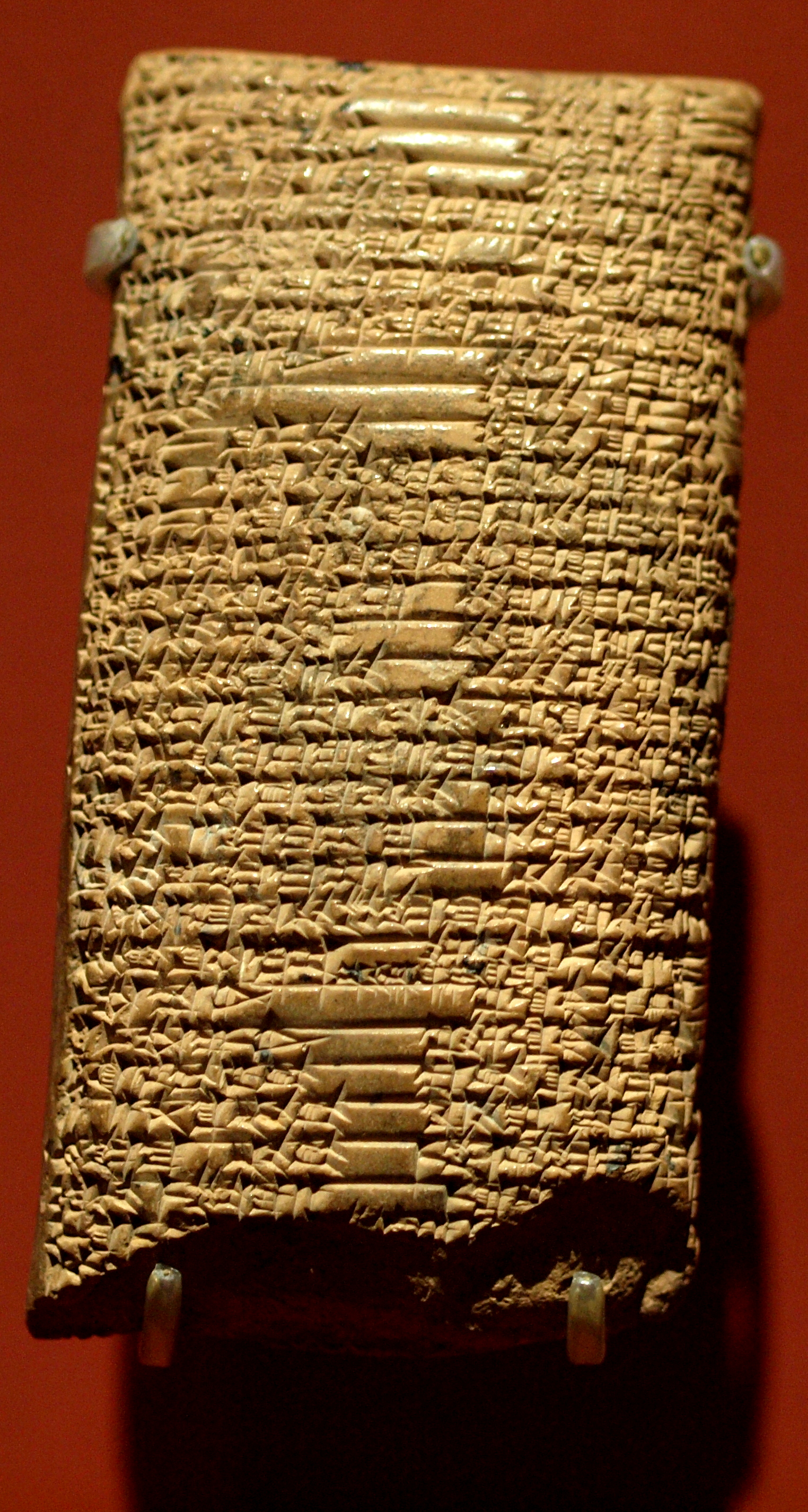
タンムーズの死を嘆く内容が記された古代メソポタミアの粘土板（アモリ期）

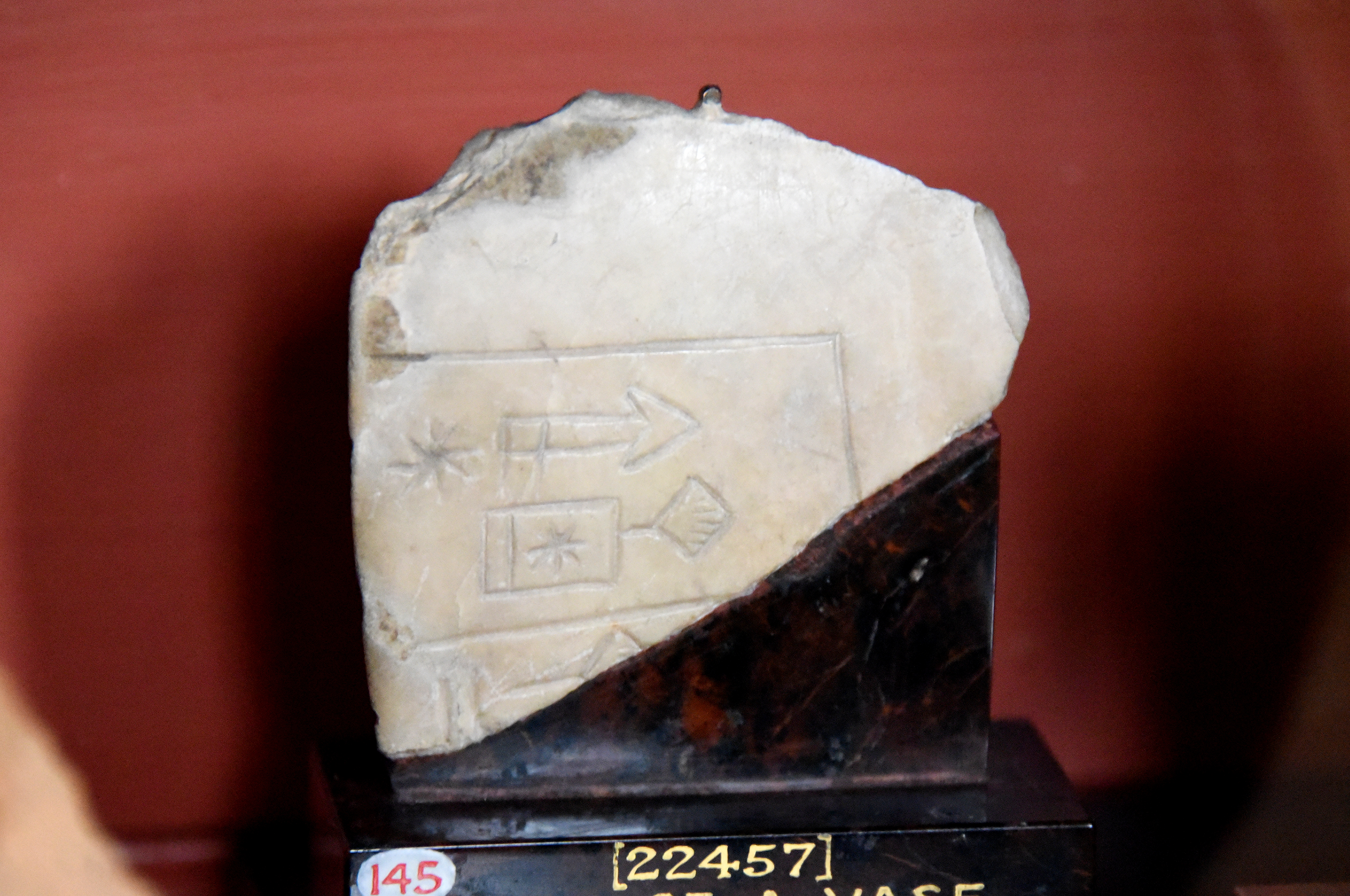
現在大英博物館に収蔵されている、ゲシュティンアンナの名前が刻まれた大理石の器の断片

ゲシュティアンナ（Geshtinanna）は、シュメール神話の農業・夢分析の女神。タンムーズの姉であり、エンキとニンフルサグの娘である。シュメール神話によると、ゲシュティアンナが天国にいてタンムーズが冥界にいる間、地球は乾燥して不毛になり、夏の季節が生まれたという。その名前は「天のブドウの木」を意味する。

## 崇拝
ゲシュティアンナは主にニップル、イシン、ウルクで崇拝されていた。アッカド時代を通して崇拝され続けたが、旧バビロニア時代には姿を消していた。しかし、存在を忘れられていたわけではなく、セレウコス朝時代までさまざまな作品で言及されている。 
ゲシュティアンナは母なる女神とされ、夢分析に関係していた。兄弟のタンムーズと同様に、ゲシュティアンナは田舎の神であり、田舎や野原に関係していた。

## 神話

### タンムーズの夢
シュメールの詩「タンムーズの夢」は、タンムーズがゲシュティアンナに彼が見た恐ろしい夢について語っているところから始まる。その後、悪魔がやってきて、水の神エンキが冥界から救出した妻イナンナの代わりとして、タンムーズを冥界に引きずり込む。タンムーズは逃げて隠れる。悪魔はタンムーズの場所をゲシュティアンナに言わせようとして残酷に拷問するが、ゲシュティアンナはタンムーズの居場所を教えない。しかし、タンムーズはとある友人に裏切られ、悪魔に捕らえられる。イナンナの兄弟である太陽神ウトゥは、タンムーズをガゼルに変え救出する。しかし、タンムーズは再び奪還され、冥界に引きずり込まれる。
この話は、「イナンナの冥界下り」の後半部分とほぼ同じ内容である。

### タンムーズの帰還
「タンムーズの夢」の続きであるシュメールの詩「タンムーズの帰還」では、ゲシュティアンナは、心変わりしたイナンナと、タンムーズの母親であるシルトゥールと、タンムーズの死を何日も昼も夜も嘆き続ける。ハエがイナンナに夫の居場所を教えるまで、3人の女性はずっと嘆き悲しむ。ゲシュティアンナとイナンナは共に、ハエがタンムーズがいると伝えた場所に行く。タンムーズを見つけると、イナンナはその時から、年の半分をタンムーズと天国で過ごし、残りの半分を姉のエレシュキガルと冥界で過ごすことを決める。